# Ай-Суныёган
Ай-Суныёган (устар. Ай-Суны-Ёган) — река в России, протекает по Нижневартовскому району Ханты-Мансийского АО. Устье реки находится в 24 км по правому берегу реки Суныёган. Длина реки составляет 32 км.

## Притоки
- 4 км: Ватъёган (лв)
- 9 км: Энтлъёган (лв)
- 10 км: Охсаригол (пр)
- 16 км: без названия (пр)
- 20 км: без названия (лв)

## Данные водного реестра
По данным государственного водного реестра России относится к Верхнеобскому бассейновому округу, водохозяйственный участок реки — Вах, речной подбассейн реки — бассейн притоков (Верхней) Оби от Васюгана до Ваха. Речной бассейн реки — (Верхняя) Обь до впадения Иртыша.
Код объекта в государственном водном реестре — 13011000112115200040227.